# Северин Фугер фон Кирхберг-Вайсенхорн
Северин Фугер фон Кирхберг-Вайсенхорн (на немски: Severin Freiherr Fugger von Kirchberg-Weissenhorn; * 29 март 1551; † 15 февруари 1601, Швабмюнхен) от фамилията Фугер от линията „Лилията“ (фон дер Лилие) от Аугсбург, е фрайхер на Фугер и господар на Кирхберг-Вайсенхорн и Швабмюнхен (1575 – 1601), херцогски баварски „кемерер-мундшенк“, управител на Фридберг.

## Произход
Той е син (осмото дете) на фрайхер Йохан Якоб Фугер фон Кирхберг и Вайсенхорн (1516 – 1575), кмет на Аугсбург, и първата му съпруга Урсула фон Харах (1522 – 1554), дъщеря на Леонхард III фон Харах-Рорау (1481 – 1527) и Барбара фон Глайниц (1485 – 1535). Брат е на Зигмунд Фридрих (1542 – 1600), епископ на Регенсбург (1598 – 1600).
На 6 март 1551 г. баща му става фрайхер на Кирхберг-Вайсенхорн и се жени втори път през 1560 г. в Аугсбург за Сидония фон Колау-Ватцлер († 1573).

## Фамилия
Северин Фугер фон Кирхберг-Вайсенхорн се жени на 22 април 1583 г. във Визенщайг за Катарина фон Хелфенщайн-Визенщайг (* 27 септември 1563; † 25 септември 1627), дъщеря на граф Себастиан фон Хелфенщайн (1521 – 1564) и Мария фон Хевен († 1587), дъщеря на фрайхер Георг фон Хевен († 1542) и Елизабет фон Хоенлое (1495 – 1536). Те имат девет деца:
- Вилхелм (* 16 януари 1585; † 6 април 1659 в Залцбург), фрайхер, става 1628 г. граф на Кирхберг-Вайсенхорн, женен 1615 г. за Магдалена фон Фрайберг
- Северин (1586 – 1629), фрайхер, домхер на Фрайзинг
- Катарина (1587 – 1635), омъжена 1606 г. за фрайхер Йохан Адам Фьолин фон Фрикенхаузен († 1637)
- Урсула (1588 – 1607)
- Рудолф (1589 – 1616), фрайхер
- Мария Максмилиана (* 13 ноември 1591, Пфирт; † 17 януари 1644, Нойбург), омъжена на 18 януари 1630 г. в Илертисен за Ханс Кристоф III Фьолин фон Фрикенхаузен, фрайхер на Илертисен (1589 – 1641)
- Йохан Якоб (* 23 април 1593), йезуит
- Кристоф (*/† 1595)
- Карл Фугер фон Кирхберг-Вайсенхорн (* 5 февруари 1597; † 1662, Мюнхен), фрайхер, става 1628 г. граф на Кирхберг-Вайсенхорн, женен през юни 1629 г. в Шмихен за братовчедката си Мария Елизабет Фугер (* 28 февруари 1600; † 6 декември 1652), дъщеря на Маркс Фугер фон Кирхберг-Вайсенхорн (1564 – 1614) и фрайин Мария Салома фон Кьонигсег († 1601)